# Eye of the Soundscape
Eye of the Soundscape è la seconda raccolta del gruppo musicale polacco Riverside, pubblicata il 21 ottobre 2016 dalla Inside Out Music.

## Descrizione
Si tratta del primo album strumentale del gruppo, contenente una selezione dei brani più elettronici e sperimentali originariamente apparsi come bonus track degli album Shrine of New Generation Slaves e Love, Fear and the Time Machine e quattro inediti: Where the River Flows, Shine, Sleepwalkers e l'omonimo Eye of the Soundscape.
L'intero progetto è stato dedicato dal gruppo al chitarrista fondatore Piotr Grudziński, scomparso a marzo dello stesso anno e che era tra i principali fautori della pubblicazione. Secondo quanto dichiarato dal frontman Mariusz Duda, Eye of the Soundscape rappresenta inoltre uno spartiacque tra la precedente trilogia di album (iniziata con Anno Domini High Definition e terminata con Love, Fear and the Time Machine) e una nuova.

## Promozione
Il 30 settembre 2016 i Riverside hanno reso disponibile per lo streaming il brano d'apertura Where the River Flows, definito da Duda «un'ottima introduzione al nostro mondo ambient e strumentale». In concomitanza con il lancio dell'album è stato pubblicato il CD singolo di Shine, comprensivo del brano Time Travellers tratto da Love, Fear and the Time Machine; Shine è stato inoltre promosso dal relativo videoclip uscito tre giorni più tardi.

## Tracce
Musiche di Mariusz Duda, Piotr Grudziński e Michał Łapaj.
CD 1
1. Where the River Flows – 10:53
2. Shine – 4:09
3. Rapid Eye Movement (2016 Mix) – 12:40
4. Night Session - Part One – 10:40
5. Night Session - Part Two – 11:35

CD 2
1. Sleepwalkers – 7:19
2. Rainbow Trip (2016 Mix) – 6:19
3. Heavenland – 4:59
4. Return – 6:50
5. Aether – 8:43
6. Machines – 3:53
7. Promise – 2:44
8. Eye of the Soundscape – 11:30

## Formazione
Gruppo
- Mariusz Duda – loop e percussioni (CD1; CD2: tracce 1, 2, 4-6), basso (CD1: tracce 1-3, CD2: tracce 1, 2 e 4), chitarra acustica (CD1: tracce 1-4; CD2: tracce 2-4, 7), voce (CD1: tracce 1, 3, 5; CD2: tracce 1-3), tastiera (CD1: traccia 4; CD2: tracce 1 e 6), ukulele (CD1: traccia 5; CD2: tracce 3 e 7), basso fretless (CD2: traccia 5)
- Piotr Grudziński – chitarra elettrica (CD1 eccetto traccia 2; CD2 eccetto tracce 3 e 6)
- Michał Łapaj – tastiera (CD1; CD2 eccetto tracce 3 e 7), sintetizzatore (CD1 eccetto traccia 5; CD2 eccetto tracce 3 e 7), pianoforte (CD1: tracce 4 e 5; CD2: traccia 3), organo (CD2: traccia 8)
- Piotr Kozieradzki – batteria (CD1: traccia 3)

Altri musicisti
- Marcin Odyniec – sassofono (CD1: traccia 5)

Produzione
- Mariusz Duda – produzione
- Magda Srzedniccy – produzione, registrazione, missaggio, mastering
- Robert Srzedniccy – produzione, registrazione, missaggio, mastering

## Classifiche
| Classifica (2016) | Posizione massima |
| ----------------- | ----------------- |
| Belgio (Fiandre)  | 122               |
| Belgio (Vallonia) | 112               |
| Germania          | 69                |
| Paesi Bassi       | 60                |
| Polonia           | 4                 |
| Svizzera          | 92                |